# Daniel Adzei Bekoe
Profesor Daniel Adzei Bekoe (7. prosince 1928 Akkra, Ghana – 5. září 2020) byl ghanský chemik, světově uznávaný odborník na rentgenovou krystalografii. Byl členem Papežské akademie věd (od 26. září 1983) a předsedou ghanské Státní rady (od 2005).